# پل هاوکوره آجرپزی
پل هاوکوره آجرپزی مربوط به دوره صفوی - دوره قاجار است و در شهرستان قم، بخش کهک، روستای چشمه علی واقع شده و این اثر در تاریخ ۲ آبان ۱۳۸۲ با شمارهٔ ثبت ۱۰۵۷۱ به‌عنوان یکی از آثار ملی ایران به ثبت رسیده است.